# Follow Me Up
Follow Me Up é o 13º álbum de estúdio de Maaya Sakamoto. Foi lançado em 30 de setembro de 2015 pela FlyingDog, um selo da gravadora Victor Entertainment e possui quinze faixas.

## Produção
Junto com Request, este álbum foi planejado para as comemorações dos 20 anos de carreira de Sakamoto. O título veio de um filme chamado "Follow Me", do qual a cantora gosta bastante.
Como parte da promoção do álbum, além de uma turnê, Sakamoto fez pequenos shows onde o público, de apenas quatro pessoas, era sorteado. Foram cinco shows com quatro pessoas na plateia. A faixa "Follow Me" foi escolhida para tocar nas lojas da Tower Records na hora do fechamento durante o período de lançamento do álbum.
Uma edição limitada foi lançada contendo um DVD com videoclipes das músicas "Hajimari no Umi", "Replica", "Be mine!" e "Shiawase ni Tsuite Watashi ga Shitteiru 5-tsu no Houhou".

## Recepção
O álbum ficou cinco semanas no Oricon Albums Chart, chegando à 4ª posição. Chegou à 3ª posição na Billboard Japan (e à 6ª no Hot 100); além da 10ª posição na Tower Records.
Ao analisar o álbum, o CD Journal destacou o time de artistas, principalmente Yoko Kanno, the band apart, Syoko Suzuki, Shintaro Sakamoto, Cornelius, e Taeko Onuki. Também disse "é um trabalho rico tanto em qualidade quanto em quantidade, mostrando a profundidade do trabalho da artista como uma que encara diferentes abordagens sem receios".

## Legado
Várias faixas foram compostas para diferentes animes, como "Be mine!", "Arco" e "Waiting for the rain".

## Faixas
| N.º            | Título                                                                            | Letras            | Música              | Arranjo                     | Duração |  |
| 1.             | "FOLLOW ME"                                                                       | M. Sakamoto       | M. Sakamoto         | Zentaro Watanabe            | 5:08    |  |
| 2.             | "Be mine!" (de Sekai Seifuku ~Bouryaku no Zvezda~)                                | M. Sakamoto       | the band apart      | the band apart e Ryo Eguchi | 4:02    |  |
| 3.             | "Sanagi"                                                                          | M. Sakamoto       | Katsutoshi Kitagawa | K. Kitagawa                 | 4:25    |  |
| 4.             | "SAVED." (de Inari, Konkon, Koi Iroha)                                            | Syoko Suzuki      | S. Suzuki           | Ryuji Yamamoto              | 5:19    |  |
| 5.             | "Tokyo Samui" (com Cornelius)                                                     | Shintaro Sakamoto | Keigo Oyamada       | K. Oyamada                  | 5:04    |  |
| 6.             | "Arco" (de Code Geass: Akito the Exiled)                                          | Yuho Iwasato      | Yoko Kanno          | Y. Kanno                    | 5:41    |  |
| 7.             | "Shiawase ni Tsuite Watashi ga Shitteiru Itsutsu no Houhou" (de Koufuku Graffiti) | Y. Iwasato        | Rasmus Faber        | R. Faber                    | 4:40    |  |
| 8.             | "Hajimari no Umi" (de Tamayura ~more aggressive~)                                 | Taeko Onuki       | T. Onuki            | Toshiyuki Mori              | 3:57    |  |
| 9.             | "Kore kara" (de Tamayura ~Sotsugyou Shashin~)                                     | M. Sakamoto       | M. Sakamoto         | Shin Kono                   | 5:17    |  |
| 10.            | "Waiting for the rain" (de Gakusen Toshi Asterisk)                                | R. Faber          | R. Faber            | R. Faber                    | 4:24    |  |
| 11.            | "Road Movie"                                                                      | Y. Iwasato        | Caoli Cano          | Z. Watanabe                 | 5:25    |  |
| 12.            | "That is To Say"                                                                  | M. Sakamoto       | h-wonder            | h-wonder                    | 4:53    |  |
| 13.            | "Replica" (de M3 ~Sono Kuroki Hagane~)                                            | M. Sakamoto       | Takahito Uchisawa   | T. Uchisawa                 | 4:01    |  |
| 14.            | "Kasuka na Melody"                                                                | S. Sakamoto       | Yu Sakai            | S. Kono                     | 4:40    |  |
| 15.            | "Iris"                                                                            | M. Sakamoto       | M. Sakamoto         | S. Suzuki                   | 5:08    |  |
| Duração total: | Duração total:                                                                    | Duração total:    | Duração total:      | Duração total:              | 72:04   |  |

## Créditos
| - Vocal e produção - Maaya Sakamoto - Vocal convidado - Cornelius - Vocais de apoio - Maaya Sakamoto - Taeko Onuki - Syoko Suzuki | Violão - Masayoshi Furukawa - Masato Ishinari |
| Guitarra - Zentaro Watanabe - Takeshi Arai e Koichi Kawasaki (the band apart) - Katsutoshi Kitagawa - Jun Matsue - Hiroomi Shitara - Jimmy Wahlsteen - Hirokazu Ogura - Takahito Uchisawa - Nozomi Furukawa | Bateria - Noriyasu "Kasuke" Kawamura - Eiichi Kogure (the band apart) - Masayuki Muraishi - Hiroshi Yabe - Yasuo Sano - Tatsuo Hayashi - JR Robertson - Syoko Suzuki |
| Baixo - Masakazu Hara (the band apart) - Manabu Chigasaki - Yuji Okiyama - Mad Midget - Masato Suzuki - Ichiro Yoshida - Yoshinobu Takeshita - Hitoshi Watanabe | Instrumentos de corda - Yasuko Murata - Tomomi Tokunaga - Chieko Kinbara - Yu Manabe - Koichiro Muroya - Claudia Bonfiglioli - Martin Persson - Andrei Power - Fredrik Syberg |
| Teclado - Ryo Eguchi - Yoko Kanno - Rasmus Faber | Piano - Hanako Suenaga - Ryuji Yamamoto - Yoko Kanno - Toshiyuki Mori - Shin Kono - Kento Ohgiya - Syoko Suzuki |
| Outros músicos - Ryuji Yamamoto (órgão e celesta) - Toshiyuki Mori (piano rhodes) - Lenny Castro (chocalho) - Izumi Misawa (glockenspiel e percussão) - Hideyo Takakuwa (flauta) - Yuko Taguchi (harpa) - Yoichi Murata e Fuyuki Tsuji (trombone) - Katsuhisa Asari (trombone baixo) - Masahiko Sugasaka e Sho Okumura (trompete) - Tomoki Tai (violoncelo) - Satoshi Shoji (oboé) - Chikako Kondo (clarinete) - Otohiko Fujita (trompa) - Masashi Togame (trompa de basset) - Masamichi Sasazaki (contrafagote) - Takuo Yamamoto (condutor) | Outros membros da equipe - Shojiro Watanabe (mixagem e gravação) - Takayoshi "Dr." Yamanouchi (mixagem) - Masashi Yabuhara (mixagem e gravação) - Rasmus Faber (mixagem e gravação) - Nobumasa Yamada (mixagem e gravação) - Toshihiko Miyoshi (mixagem e gravação) - Gregory Germain (gravação) - Hiromitsu Takasu (gravação) - Masakazu Kimura (gravação) - Toyoaki Mishima (gravação) - Shohei Kasuya (gravação) - Takahiro Okubo (gravação de voz) |